# David Luiz
Pour les articles homonymes, voir Moreira.
David Luiz, de son nom complet David Luiz Moreira Marinho, né le 22 avril 1987 à Diadema, dans l'État de São Paulo, au Brésil, est un footballeur international brésilien qui évolue au poste de défenseur central au Paphos FC.
Il évolue principalement comme défenseur central mais peut aussi jouer à de plus rares occasions en tant que milieu défensif ou arrière latéral. Il possède à l'état civil, la double nationalité brésilienne et portugaise, sa mère étant brésilienne et son père portugais.
Révélé au Benfica Lisbonne où il arrive en 2007 à 20 ans, il rejoint en janvier 2011 le club anglais de Chelsea, où il remporte notamment la Ligue des champions en 2012. En 2014, il est transféré au Paris SG contre une indemnité estimée à 50 millions d'euros, un record mondial pour un défenseur avant de retourner dans le club anglais deux ans plus tard.
David Luiz fait ses débuts en sélection brésilienne en 2010. Vainqueur de la Coupe des confédérations en 2013, il participe également à la Coupe du monde en 2014 et la Copa América 2011 et 2015.

## Biographie
Formé à l’Esporte Clube Vitoria, le jeune David Luiz évolue en troisième division brésilienne quand il est recruté par le Benfica Lisbonne.
C'est en Angleterre, lors de son premier passage à Chelsea qu'il a hérité du surnom "Geezer", trouvé à l'origine par son chauffeur, qui voulait souligner sa joie de vivre et sa bonne humeur quotidienne. Aujourd'hui ce surnom désigne aussi l'ensemble de ses supporters.

### Carrière en club

#### Benfica (2007-2011)
David Luiz arrive au Benfica Lisbonne en janvier 2007, en vue de remplacer Ricardo Rocha, parti à Tottenham Hotspur. David Luiz fait ses débuts sur le vieux continent lors d'une rencontre perdue en Coupe UEFA, contre le Paris Saint-Germain. Régulièrement titularisé dès son arrivée, il affiche un gros potentiel mais des blessures à répétition freinent son éclosion. Ce n’est que début 2009 qu’il s’impose dans le 11 type lisboète. En pénurie de latéral gauche, l'entraîneur d'alors (l'Espagnol Quique Sánchez Flores) décide de tester le Brésilien à ce poste. David Luiz s’impose immédiatement, se montrant intraitable sur le plan défensif et faisant briller ses qualités techniques devant.
La saison suivante, Jorge Jesus, le nouvel entraîneur de Benfica, décide de le repositionner dans l’axe, son poste de formation, ce qui sied à David Luiz qui ne tarde pas à constituer une charnière centrale complémentaire avec son compatriote Luisão. Il se révèle notamment en Ligue Europa, en étouffant des attaquants de renom comme Mamadou Niang ou Fernando Torres.
Son excellente saison est récompensée par son élection au titre de « meilleur joueur du championnat portugais 2009-2010 » et il attire naturellement la convoitise de grands clubs européens. Chelsea et Manchester City notamment, sont disposés à payer jusqu’à 35 M€ pour s’attacher les services du Brésilien. Mais les dirigeants lisboètes, qui ont déjà perdu Ángel Di María et Ramires, s’opposent au départ de leur défenseur brésilien.
Lors de la saison 2010-2011, en revanche, ses prestations avec le Benfica sont décevantes. Orphelin de Luisao qui s'est blessé lors de la Coupe du monde, David Luiz a du mal à assumer son nouveau statut de leader de la défense.
Le 25 janvier 2011, la presse portugaise annonce le départ du joueur vers Chelsea, pour un montant estimé entre 25 et 32 M€ avec les bonus,. Le 31 janvier 2011, après de longues négociations, David Luiz rejoint finalement le club londonien en échange de 24 M€ (21 M̵£) et du jeune milieu de terrain serbe Nemanja Matic.

#### Chelsea (2011-2014)

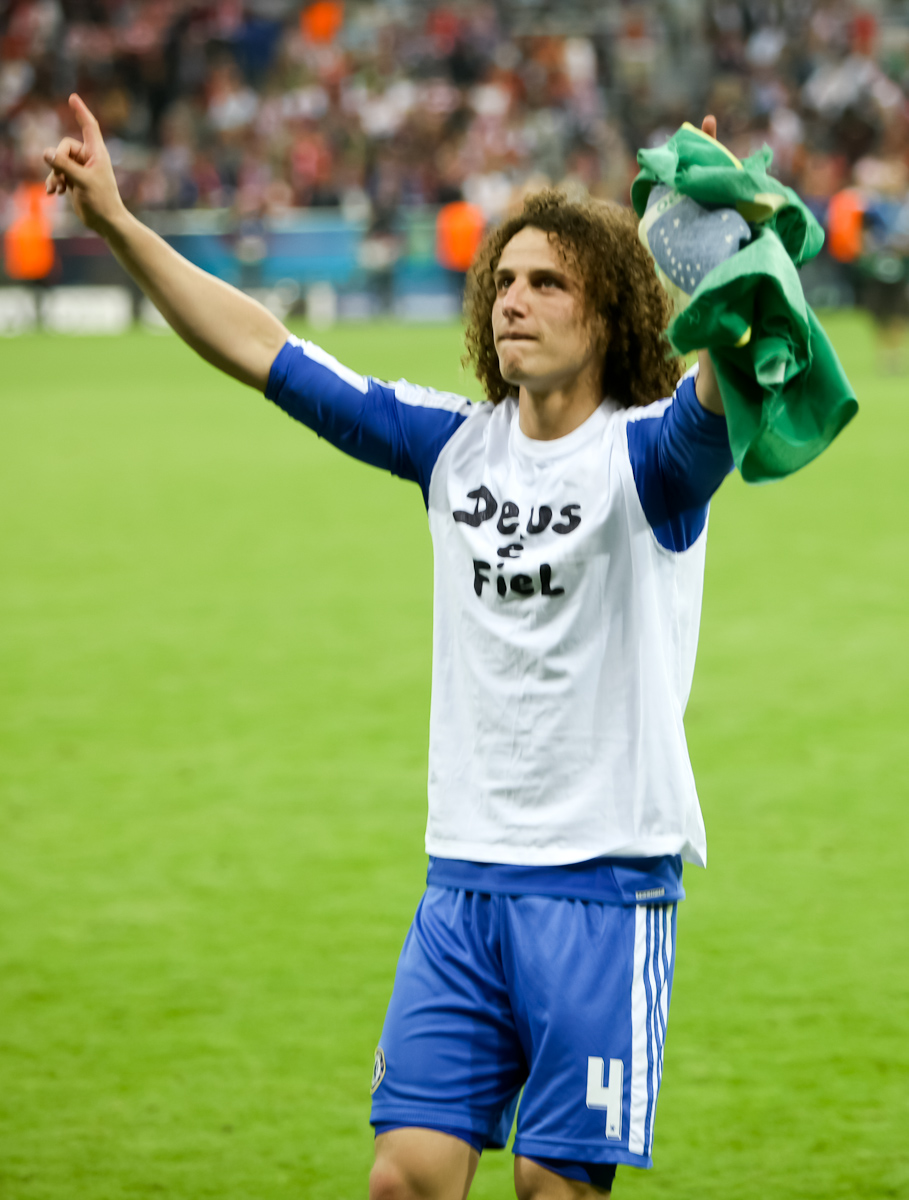
David Luiz à Chelsea en mai 2012.

David Luiz fait sa première apparition sous le maillot des blues lors du match contre Liverpool le 6 février 2011 (remplaçant José Bosingwa). Il est titularisé pour la première fois contre Fulham où malgré le penalty concédé (arrêté par Petr Čech) dans les dernières minutes du match, il rend une très bonne copie. Pour son deuxième match en tant que titulaire, Luiz marque son premier but avec Chelsea permettant à son équipe de recoller au score contre Manchester United grâce à une reprise de volée pied droit (à la 54e minute) (score final : 2-1 pour Chelsea). Il fut impressionnant de puissance et de rigueur défensive, imposant un jeu musclé et prouvant sa bonne adaptation au jeu anglais.[non neutre]

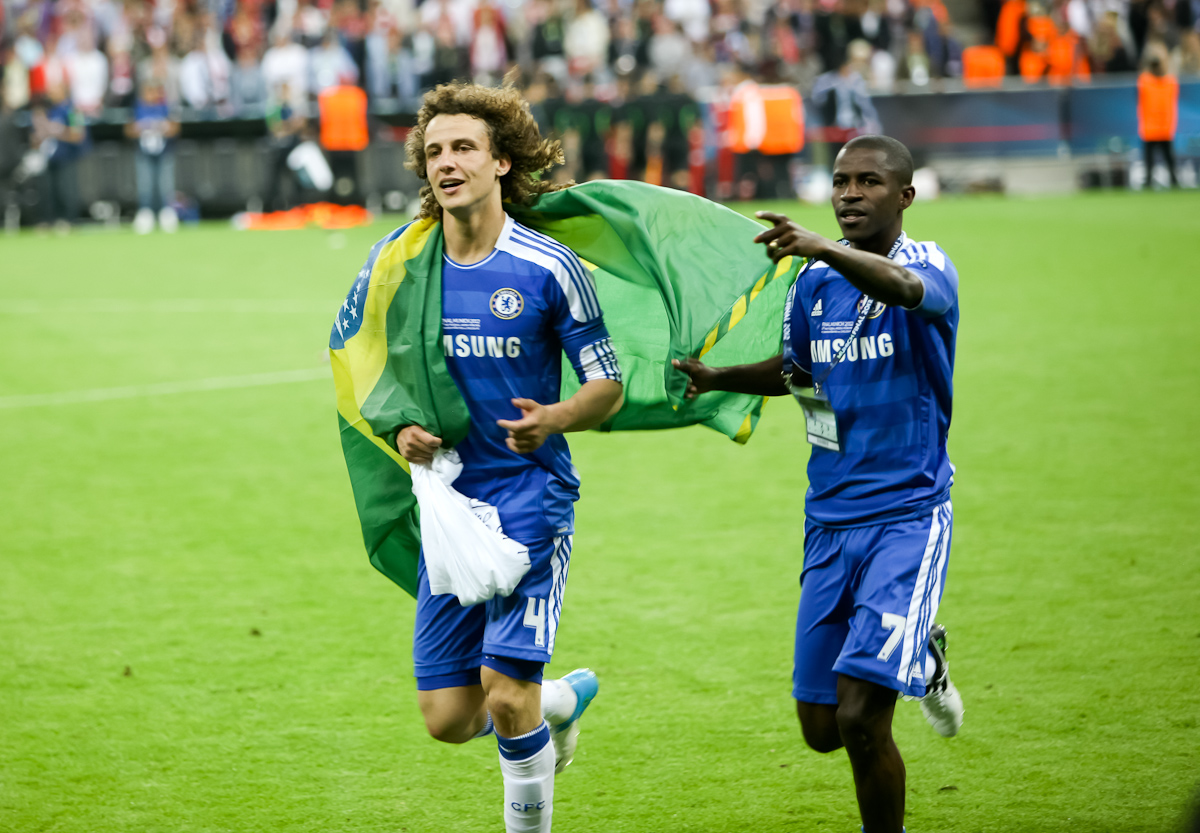
David Luiz et Ramires en finale de la ligue des champions 2012

Le 20 mars 2011, David Luiz marque son deuxième but pour Chelsea, de la tête, sur un coup franc de Didier Drogba contre Manchester City, ce qui permet ainsi aux Blues de prendre l'avantage (score final : 2-0 pour Chelsea). Il sera élu meilleur joueur de Premier League au mois de mars.
Après l'arrivée du nouvel entraîneur André Villas-Boas, David Luiz retrouve sa place de titulaire au côté de John Terry, profitant du départ d'Alex pour le PSG durant l'hiver 2011-2012. Le 13 septembre 2011, il inscrit son premier but de la saison face aux Allemands du Bayer Leverkusen (2-0) à Stamford Bridge, ouvrant le score à la 67e minute lors de la phase de poules de la Ligue des champions 2011-2012 puis son troisième le 25 février face à Bolton (3-0) d'une frappe enroulée à la 48e minute. Il remporte, en 2012, la Ligue des champions et la F.A. Cup à la suite d'une très bonne deuxième partie de saison de son équipe.
Lors de la saison 2012-2013, il marque son premier but d'un magnifique coup franc contre le FC Nordsjälland (4-0). Il marque contre son camp lors d'un match de championnat contre Manchester United (2-3) où l'arbitrage sera très critiqué[réf. nécessaire].
Très prolifique en Ligue Europa, David Luiz devient un incontournable de Chelsea marquant, à l'aller de la demi-finale de la Ligue Europa face au FC Bâle, sur coup franc dans la dernière minute du temps additionnel puis au retour d'une frappe magnifique dans la lucarne des 25 mètres. Le 15 mai 2013, il remporte la compétition contre le Benfica Lisbonne.
Avec les hommes de Rafael Benítez, il est aussi auteur d'un but spectaculaire contre Fulham dans les 35 mètres.

#### Paris Saint-Germain (2014-2016)

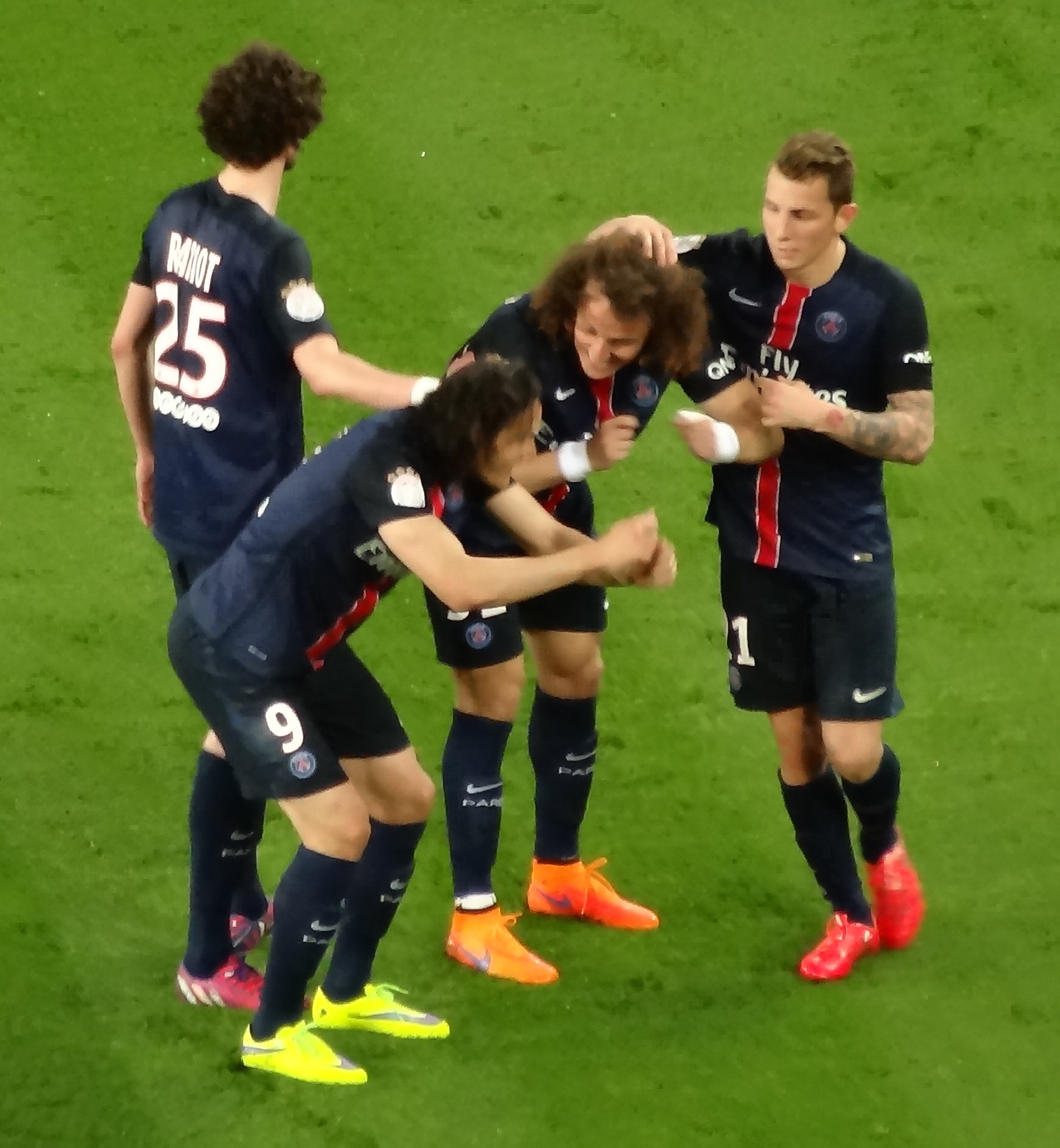
David Luiz et Cavani après un but.

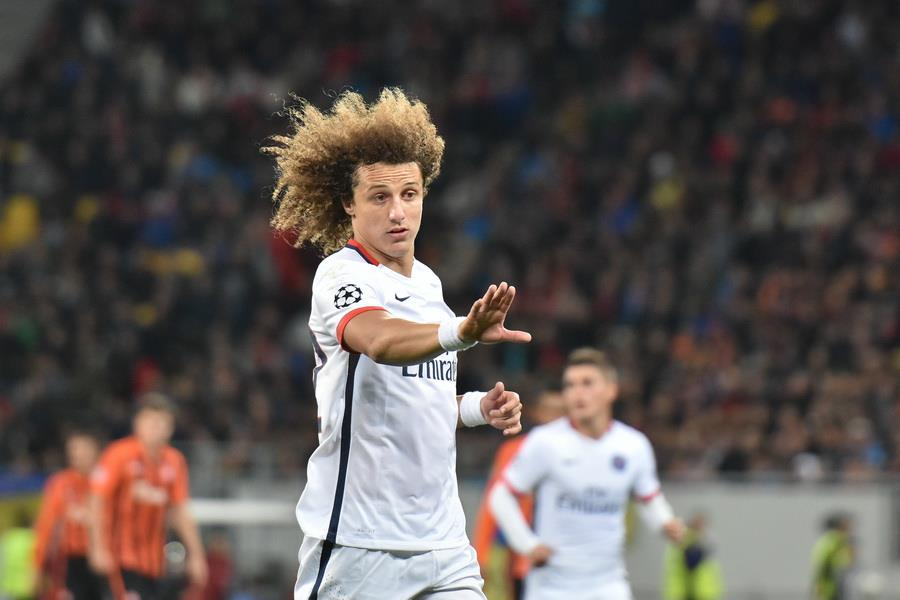
David Luiz sous les couleurs du PSG

Le 13 juin 2014, il signe un contrat de cinq ans avec le Paris Saint-Germain. Le montant du transfert est de cinquante millions d'euros, un record pour un défenseur. Ce record est battu quelques semaines plus tard lors de la vente d'Eliaquim Mangala de Porto à Manchester City. David Luiz porte le numéro 32 et joue son premier match pour le Paris Saint-Germain le 16 août à l'occasion de la réception de Bastia (victoire 2-0). Le 30 septembre lors du 2e match de la phase de poule de Ligue de Champions face au FC Barcelone, il inscrit son premier but sous les couleurs parisiennes et par la même occasion le premier but concédé par le Barça cette saison-là, après sept rencontres sans avoir encaissé de but (victoire finale 3-2). Il marque son premier but en Ligue 1 contre Évian Thonon Gaillard le 18 janvier 2015 pour une victoire 4-2.
Le 17 février 2015, face à Chelsea en huitièmes de finale aller de Ligue des champions, il est repositionné en milieu défensif et livre une prestation de qualité. Il occupe de nouveau ce poste contre Monaco en championnat.
Le 11 mars, en huitièmes de finale retour de Ligue des champions à Stamford Bridge alors que son équipe est réduite à 10, il marque contre son ancien club, Chelsea, inscrivant un but sur une tête envoyant le PSG en prolongation, qui se qualifiera quelques minutes plus tard pour les quarts de finale.
Lors du classique OM-PSG, le 5 avril 2015, il se blesse à la cuisse gauche et subit une absence d'un mois. En deux saisons dans la capitale, sous les ordres de Laurent Blanc, il aura remporté deux quadruplés nationaux (Championnat, Coupe de France, Coupe de la Ligue, Trophée des Champions).

#### Retour à Chelsea (2016-2019)
Le mercredi 31 août 2016, il retourne en Angleterre pour s'engager avec Chelsea, son ancien club, pour une durée de 3 ans et un transfert évalué à 30 millions €. Le 28 août, il avait concédé un penalty face à Monaco (qui l'emportera 3-1), puis avait été remplacé par Thomas Meunier, défenseur latéral droit. Cette situation aurait motivé son départ. Pour sa première saison après son retour en Angleterre, il remporte la Premier League sous les ordres d'Antonio Conte.
Il remporte la Ligue Europa en 2019 face à Arsenal (victoire 4-1).

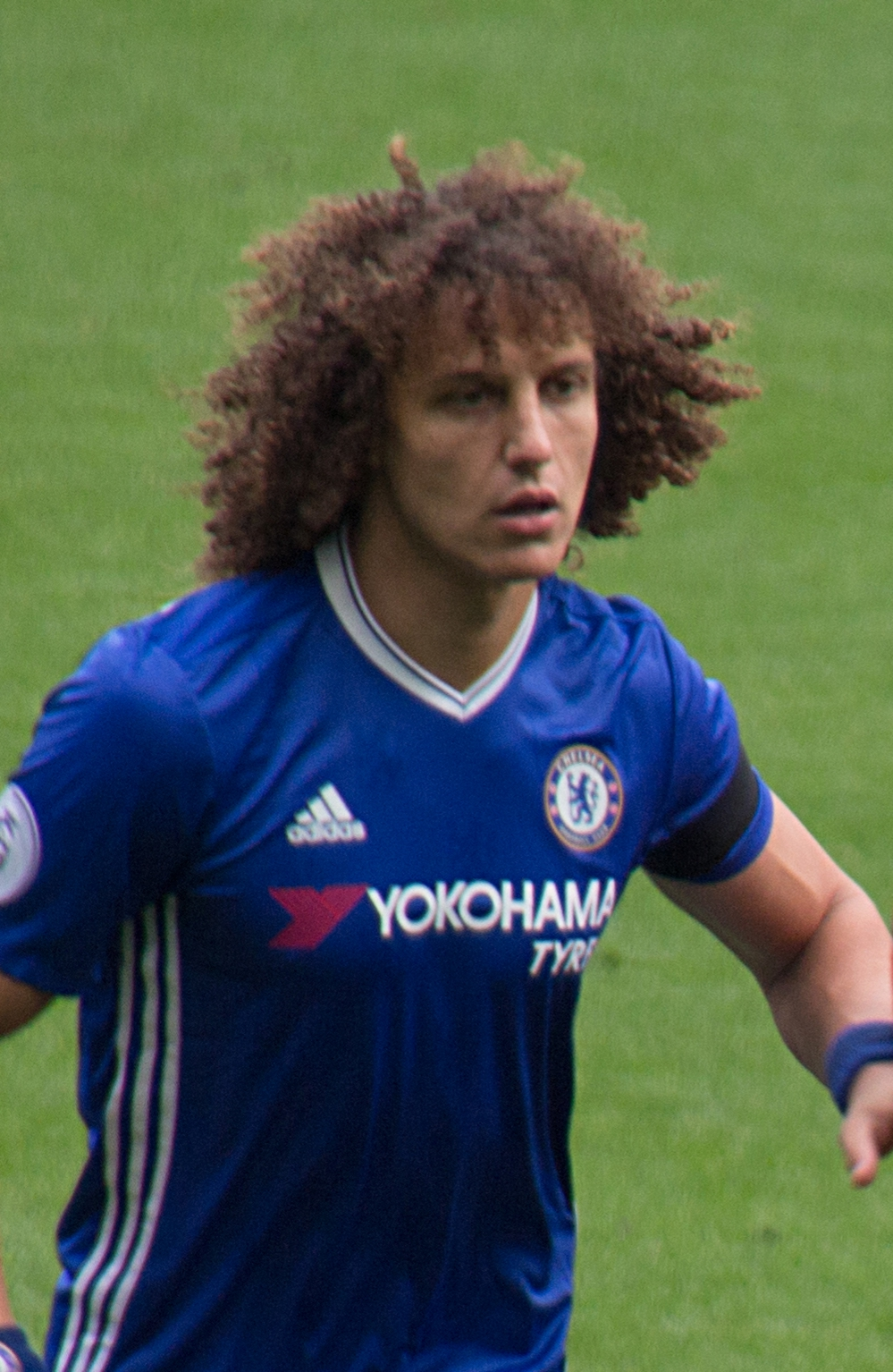
David Luiz a Chelsea

À l'approche du mercato hivernal 2019, et alors qu'il arrive en fin de contrat, le joueur n'est pas satisfait de la prolongation de contrat qui lui est faite.

#### Arsenal (2019-2021)
Le 8 août 2019, dernier jour du mercato d'été anglais, David Luiz est transféré de Chelsea à Arsenal pour 8.7 millions d'euros. Il effectue ses premiers pas face à Burnley FC lors de la lors de la 2e journée de championnat où il sera titulaire.
Finaliste de l’édition 2019, l’équipe londonienne a été éliminée dès les 16ème de finale après prolongation face à l’Olympiacos (1-2).
Malgré les multiples boulettes du défenseur central brésilien ayant parfois coûté cher aux Gunners cette saison (à l'image de ses dernières bévues en date sur la pelouse de Manchester City) ou encore ses nombreux cartons rouges (5, un record en Premier League),, Arsenal prolonge son contrat le 24 juin 2020, il est désormais lié au club d'une année supplémentaire.
Outre ses performances irrégulières voire décevantes par moments, le gros salaire de l'ancien joueur du PSG (environ 132 000 euros par semaine) est également au cœur des débats chez les supporters d’Arsenal qui s'interrogent à son sujet. Il prolonge cependant son bail avec les Rouge et Blanc car il a accepté une baisse de salaire conséquente.

#### CR Flamengo (2021-2025)
Le 11 septembre 2021, David Luiz fait son retour au Brésil en s'engageant avec le CR Flamengo dans le cadre d'un transfert gratuit, avec un contrat valable jusqu'en décembre 2022.
Il joue son premier match pour Flamengo le 23 septembre 2021, lors d'une rencontre de Copa Libertadores face au Barcelona SC. Il est titularisé et son équipe s'impose par deux buts à zéro.
Le 16 décembre 2022, David Luiz décide de prolonger son contrat avec Flamengo d'une année supplémentaire, soit jusqu'en décembre 2023.
Le 13 mai 2023, David Luiz a marqué son premier but pour Flamengo lors du sixième tour du Campeonato Brasileiro, contre l'Esporte Clube Bahia, de la tête. Un but qu'il n'a pas voulu célébrer :

« t's a very special city for me. I left home very early to come to Salvador. I didn't celebrate because I didn't know if it would be an impediment or not. »

— David Luiz

#### Fortaleza EC (2025- )
En janvier 2025, David Luiz signe en faveur du Fortaleza EC pour un contrat courant jusqu'en décembre 2026, avec une année supplémentaire en option.

### Carrière internationale (2010-2017)

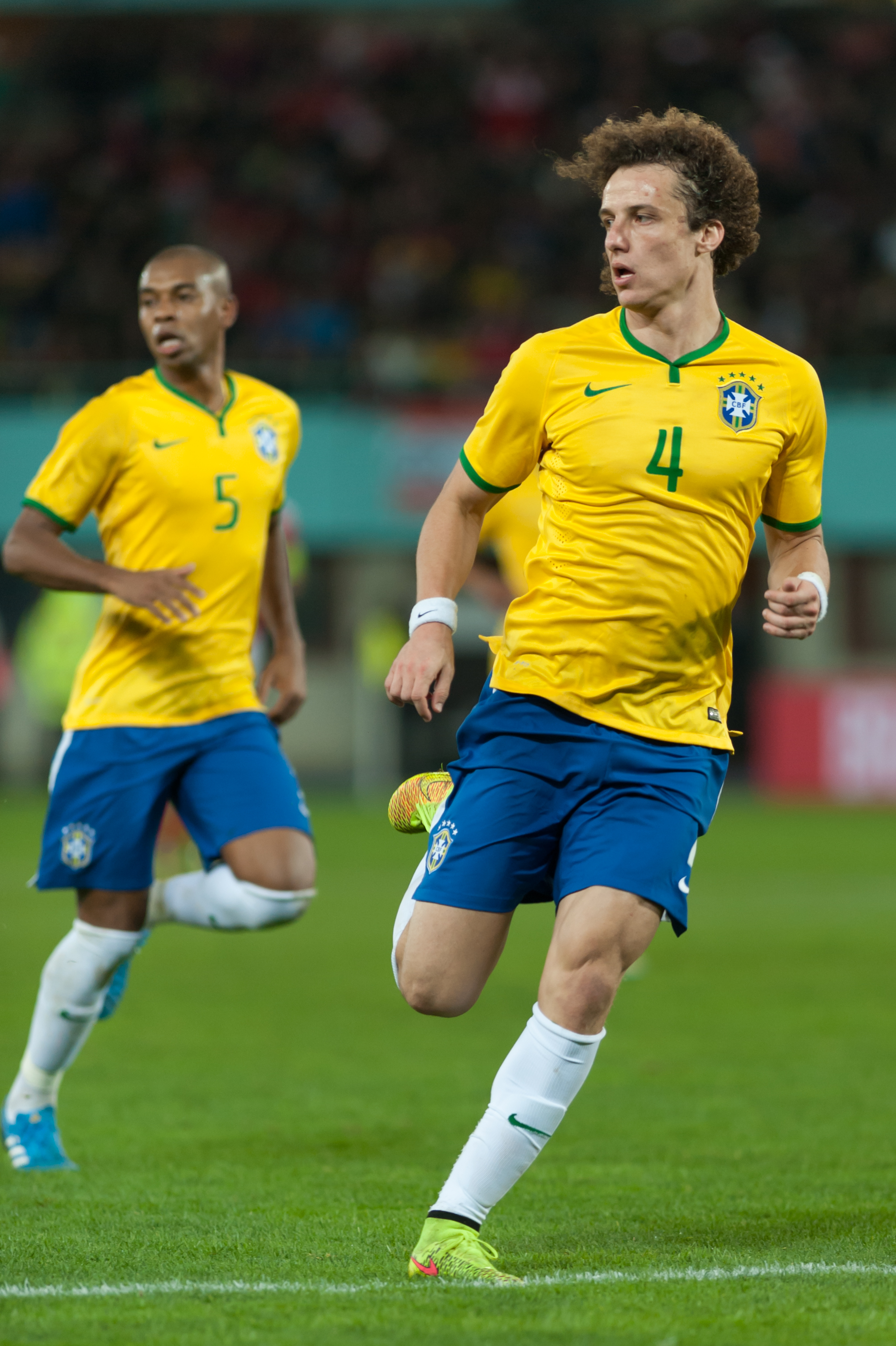
David Luiz sous les couleurs du Brésil face à l'Autriche.

Le 10 août 2010, il honore sa première sélection avec l'Équipe nationale du Brésil lors d'un match amical contre les États-Unis. Il est titularisé aux côtés de Thiago Silva et son équipe l'emporte par deux buts à zéro.
Il remporte face à l'Espagne la Coupe des confédérations 2013 qui s'est disputée au Brésil (3-0).
Lors de la Coupe du monde 2014 organisée au Brésil, il marque son premier but en équipe nationale en huitième de finale face au Chili (victoire 1-1, tab 3-2). Il marque son deuxième but sur coup franc face à la Colombie en quart de finale (victoire 2-1). En l'absence de Thiago Silva en raison d'une suspension, il est nommé capitaine lors de la demi-finale perdue 7-1 contre l'Allemagne.
Il participe à la Copa América en 2015 en débutant le tournoi contre le Pérou (victoire 2-1) et du troisième match face à la Venezuela (victoire 2-1). Le Brésil se qualifie pour les quarts de finale contre le Paraguay mais David Luiz ne disputera pas lors de cette rencontre. Le Paraguay s’est qualifié pour les demi-finales en venant à bout de la Seleçao aux tirs au but (1–1, 4 tirs au but à 3).
David Luiz ne fait pas partie de la présélection de 40 joueurs faite par Dunga, le sélectionneur du Brésil, en vue de la Copa América 2016.
Durant la saison 2017-2018, David Luiz ne joue que dix matchs de Premier League avec Chelsea, et n'est pas sélectionné par Tite pour disputer la Coupe du monde 2018 avec le Brésil,.
Le central de Chelsea, qui reste sur un succès en Ligue Europa avec les Blues ne fera pas partie de la Copa América 2019.

### Buts internationaux
| 0   | Date             | Lieu                                 | Compétition                                  | Résultat        | Adversaire | Détail | Détail            | Détail | Sél. |
| --- | ---------------- | ------------------------------------ | -------------------------------------------- | --------------- | ---------- | ------ | ----------------- | ------ | ---- |
| 1er | 28 juin 2014     | Mineirão, Belo Horizonte, Brésil     | Huitième de finale de la Coupe du monde 2014 | N 1-1 3-2 t.a.b | Chili      | 18e    | du pied gauche    | 1-0    | 40e  |
| 2e  | 4 juillet 2014   | Arena Castelão, Fortaleza, Brésil    | Quart de finale de la Coupe du monde 2014    | V 2-1           | Colombie   | 69e    | c.f du pied droit | 2-0    | 41e  |
| 3e  | 18 novembre 2014 | Stade Ernst-Happel, Vienne, Autriche | Match amical                                 | V 1-2           | Autriche   | 64e    | de la tête        | 0-1    | 47e  |

## Style de jeu
Bien qu’il s’agisse principalement d’un défenseur central, David Luiz peut également être déployé en tant que milieu de terrain défensif. Il est reconnu pour sa force physique, son rythme de travail, sa technique de défenseur, ainsi que sa personnalité et son calme. David Luiz relance très bien avec de longues balles ou courtes. Luiz est également connu pour ses coups francs (surtout à longue portée), ce qui est plutôt rare pour un défenseur central. Son jeu de tête est très bon, bien aidé par ses 1,89 m.

## Statistiques

### En club
| Saison                | Club                  | Championnat           | Championnat | Championnat | Coupe nationale | Coupe nationale | Coupe de la Ligue | Coupe de la Ligue | Compétition(s) continentale(s) | Compétition(s) continentale(s) | Compétition(s) continentale(s) | Autres compétitions | Autres compétitions | Total | Total |
| Saison                | Club                  | Division              | M.          | B.          | M.              | B.              | M.                | B.                | Comp.                          | M.                             | B.                             | M.                  | B.                  | M.    | B.    |
| 2006                  | EC Vitória            | Brasileirão           | 26          | 1           | 2               | 0               | -                 | -                 | -                              | -                              | -                              | 25                  | 1                   | 53    | 2     |
| 2007                  | EC Vitória            | Brasileirão           | -           | -           | -               | -               | -                 | -                 | -                              | -                              | -                              | 2                   | 0                   | 2     | 0     |
| Sous-total            | Sous-total            | Sous-total            | 26          | 1           | 2               | 0               | -                 | -                 | -                              | -                              | -                              | 27                  | 1                   | 55    | 2     |
| 2006-2007             | Benfica Lisbonne      | Primeira Liga         | 10          | 0           | -               | -               | -                 | -                 | C3                             | 4                              | 0                              | -                   | -                   | 14    | 0     |
| 2007-2008             | Benfica Lisbonne      | Primeira Liga         | 8           | 0           | 1               | 0               | -                 | -                 | C1+C3                          | 3+1                            | 0+0                            | -                   | -                   | 13    | 0     |
| 2008-2009             | Benfica Lisbonne      | Primeira Liga         | 19          | 2           | 2               | 0               | 4                 | 0                 | C3                             | 2                              | 1                              | -                   | -                   | 27    | 3     |
| 2009-2010             | Benfica Lisbonne      | Primeira Liga         | 29          | 2           | 2               | 0               | 5                 | 1                 | C3                             | 13                             | 0                              | -                   | -                   | 49    | 3     |
| 2010-2011             | Benfica Lisbonne      | Primeira Liga         | 16          | 0           | 3               | 0               | 2                 | 0                 | C1                             | 6                              | 0                              | 1                   | 0                   | 28    | 0     |
| Sous-total            | Sous-total            | Sous-total            | 82          | 4           | 8               | 0               | 11                | 1                 | -                              | 29                             | 1                              | 1                   | 0                   | 131   | 6     |
| 2010-2011             | Chelsea FC            | Premier League        | 12          | 2           | -               | -               | -                 | -                 | -                              | -                              | -                              | -                   | -                   | 12    | 2     |
| 2011-2012             | Chelsea FC            | Premier League        | 20          | 2           | 6               | 0               | 3                 | 0                 | C1                             | 11                             | 1                              | -                   | -                   | 40    | 3     |
| 2012-2013             | Chelsea FC            | Premier League        | 30          | 2           | 6               | 0               | 4                 | 1                 | C1+C3                          | 6+7                            | 2+2                            | 4                   | 0                   | 57    | 7     |
| 2013-2014             | Chelsea FC            | Premier League        | 19          | 0           | 3               | 0               | 3                 | 0                 | C1                             | 8                              | 0                              | 1                   | 0                   | 34    | 0     |
| Sous-total            | Sous-total            | Sous-total            | 81          | 6           | 15              | 0               | 10                | 1                 | -                              | 32                             | 5                              | 5                   | 0                   | 143   | 12    |
| 2014-2015             | Paris Saint-Germain   | Ligue 1               | 28          | 2           | 4               | 1               | 3                 | 0                 | C1                             | 10                             | 2                              | -                   | -                   | 45    | 5     |
| 2015-2016             | Paris Saint-Germain   | Ligue 1               | 25          | 1           | 4               | 1               | 3                 | 0                 | C1                             | 7                              | 1                              | 1                   | 0                   | 40    | 3     |
| 2016-2017             | Paris Saint-Germain   | Ligue 1               | 3           | 0           | -               | -               | -                 | -                 | C1                             | -                              | -                              | 1                   | 0                   | 4     | 0     |
| Sous-total            | Sous-total            | Sous-total            | 56          | 3           | 8               | 2               | 6                 | 0                 | -                              | 17                             | 3                              | 2                   | 0                   | 89    | 8     |
| 2016-2017             | Chelsea FC            | Premier League        | 33          | 1           | 3               | 0               | 2                 | 0                 | -                              | -                              | -                              | -                   | -                   | 38    | 1     |
| 2017-2018             | Chelsea FC            | Premier League        | 10          | 1           | 2               | 0               | -                 | -                 | C1                             | 4                              | 1                              | 1                   | 0                   | 17    | 2     |
| 2018-2019             | Chelsea FC            | Premier League        | 36          | 3           | 2               | 0               | 5                 | 0                 | C3                             | 6                              | 0                              | 1                   | 0                   | 50    | 3     |
| Sous-total            | Sous-total            | Sous-total            | 79          | 5           | 7               | 0               | 7                 | 0                 | -                              | 10                             | 1                              | 2                   | 0                   | 105   | 6     |
| 2019-2020             | Arsenal FC            | Premier League        | 33          | 2           | 5               | 0               | 0                 | 0                 | C3                             | 5                              | 0                              | -                   | -                   | 43    | 2     |
| 2020-2021             | Arsenal FC            | Premier League        | 20          | 1           | 1               | 0               | 1                 | 0                 | C3                             | 7                              | 1                              | 1                   | 0                   | 30    | 2     |
| Sous-total            | Sous-total            | Sous-total            | 53          | 3           | 6               | 0               | 1                 | 0                 | -                              | 12                             | 1                              | 1                   | 0                   | 73    | 4     |
| 2021                  | CR Flamengo           | Brasileirão           | 7           | 0           | -               | -               | -                 | -                 | CL                             | 3                              | 0                              | -                   | -                   | 10    | 0     |
| 2022                  | CR Flamengo           | Brasileirão           | 19          | 0           | 7               | 0               | -                 | -                 | CL                             | 10                             | 0                              | 11                  | 0                   | 47    | 0     |
| 2023                  | CR Flamengo           | Brasileirão           | 15          | 1           | 5               | 0               | -                 | -                 | CL                             | 6                              | 0                              | 13                  | 0                   | 39    | 1     |
| 2024                  | CR Flamengo           | Brasileirão           | 23          | 3           | 3               | 0               | -                 | -                 | CL                             | 6                              | 0                              | 4                   | 0                   | 36    | 3     |
| Sous-total            | Sous-total            | Sous-total            | 64          | 4           | 15              | 0               | -                 | -                 | -                              | 25                             | 0                              | 28                  | 0                   | 132   | 4     |
| 2025                  | Fortaleza EC          | Brasileirão           | 7           | 0           | 2               | 0               | -                 | -                 | CL                             | 4                              | 0                              | 4                   | 0                   | 17    | 0     |
| 2025-2026             | Paphos EC             | Cyprus League         | -           | -           | -               | -               | -                 | -                 | -                              | -                              | -                              | -                   | -                   | 0     | 0     |
| Total sur la carrière | Total sur la carrière | Total sur la carrière | 448         | 26          | 63              | 2               | 35                | 2                 | -                              | 129                            | 11                             | 70                  | 1                   | 745   | 42    |

### En sélection nationale
| Saison                | Sélection             | Phases finales                | Phases finales | Phases finales | Éliminatoires | Éliminatoires | Matchs amicaux | Matchs amicaux | Total | Total |
| Saison                | Sélection             | Compétition                   | M              | B              | M             | B             | M              | B              | M     | B     |
| --------------------- | --------------------- | ----------------------------- | -------------- | -------------- | ------------- | ------------- | -------------- | -------------- | ----- | ----- |
| 2010-2011             | Brésil                | Copa América 2011             | -              | -              | -             | -             | 6              | 0              | 6     | 0     |
| 2011-2012             | Brésil                | -                             | -              | -              | -             | -             | 5              | 0              | 5     | 0     |
| 2012-2013             | Brésil                | Coupe des confédérations 2013 | 5              | 0              | -             | -             | 11             | 0              | 16    | 0     |
| 2013-2014             | Brésil                | Coupe du monde 2014           | 7              | 2              | -             | -             | 9              | 0              | 16    | 2     |
| 2014-2015             | Brésil                | Copa América 2015             | 2              | 0              | -             | -             | 6              | 1              | 8     | 1     |
| 2015-2016             | Brésil                | Copa América Centenario       | -              | -              | 3             | 0             | 2              | 0              | 5     | 0     |
| 2016-2017             | Brésil                | -                             | -              | -              | -             | -             | 1              | 0              | 1     | 0     |
| Total sur la carrière | Total sur la carrière | Total sur la carrière         | 14             | 2              | 3             | 0             | 40             | 1              | 57    | 3     |

## Palmarès

### En club
| Benfica (3) | Chelsea FC (3) | Paris Saint-Germain (7) | Arsenal FC (2)                                                                | CR Flamengo (3) |
| --- | --- | --- | ----------------------------------------------------------------------------- | --- |
| - Championnat du Portugal - Champion : 2010 - Vice-champion : 2011 - Coupe de la Ligue - Vainqueur : 2009 et 2010 - Supercoupe du Portugal - Finaliste : 2010 | - Ligue des champions - Vainqueur : 2012 - Ligue Europa - Vainqueur : 2013 et 2019 - Premier League - Champion : 2017 - Vice-champion : 2011 - Coupe d'Angleterre - Finaliste : 2017 - Coupe de la Ligue anglaise - Finaliste : 2019 - Coupe du monde des clubs - Finaliste : 2012 - Supercoupe de l'UEFA - Finaliste : 2012 et 2013 - Community Shield - Finaliste : 2012, 2017 et 2018 | - Ligue 1 - Champion : 2015 et 2016 - Coupe de France - Vainqueur : 2015 et 2016 - Coupe de la Ligue - Vainqueur : 2016 - Trophée des Champions - Vainqueur : 2015 et 2016 | - Coupe d'Angleterre - Vainqueur : 2020 - Community Shield - Vainqueur : 2020 | - Copa Libertadores - Vainqueur : 2022 - Finaliste : 2021 - Coupe du Brésil - Vainqueur : 2022 et 2024 - Finaliste : 2023 - Supercoupe du Brésil - Finaliste : 2022 et 2023 - Recopa Sudamericana - Finaliste : 2023 - Championnat du Brésil - Vice-champion : 2021 |

### En sélection
| Brésil                                      |
| ------------------------------------------- |
| Coupe des confédérations - Vainqueur : 2013 |

### Distinctions personnelles
- Élu meilleur joueur du Championnat du Portugal en 2010
- Membre de l’équipe-type de la Coupe des confédérations 2013
- Membre de l'équipe-type de la FIFA/FIFPro World XI en 2014
- Membre de l'équipe-type de la Coupe du monde 2014
- Membre de l'équipe-type de la Ligue 1 en 2015 et 2016
- Membre de l'équipe-type de Premier League en 2013 et 2017